# سيلفيو سواريز
سيلفيو سواريز (بالإسبانية: Silvio Suárez) (5 يناير 1969 في باراغواي - ) هو لاعب كرة قدم باراغواياني في مركز الدفاع. شارك مع منتخب باراغواي لكرة القدم. أما مع النوادي، فقد لعب مع أوليمبيا أسونسيون وتاليريس كوردوبا ونادي 12 أكتوبر لكرة القدم.

## وصلات خارجية
- سيلفيو سواريز على موقع الاتحاد الدولي (مؤرشف)  (الإنجليزية)
- سيلفيو سواريز على موقع الاتحاد الأوربي (الإنجليزية)
- سيلفيو سواريز على موقع قاعدة بيانات كرة القدم.إي يو (الإنجليزية)
- سيلفيو سواريز على موقع ناشيونال فوتبول تيمز (الإنجليزية)